# Chiem van Houweninge
 (octobre 2018).
Chiem van Houweninge, né le 20 novembre 1940 à La Haye, aux Pays-Bas, est un scénariste, acteur et réalisateur néerlandais.

## Filmographie

### Scénariste
- 1972 : De Inbreker de Frans Weisz[2]
- 1977 : Rembrandt fecit 1669 de Jos Stelling[3]
- 1980 : Dear Boys de Paul de Lussanet
- 1982 : Tatort: Kuscheltiere de Hajo Gies[4]
- 1984 : Tatort: Kielwasser[5]
- 1986 : Tatort: Der Tausch de Ilse Hofmann[6]
- 1990 : Tatort: Medizinmänner[7]
- 1991 : Tatort: Bis zum Hals im Dreck[8]
- 2001 : Storm in mijn hoofd de Frans Weisz[9]

### Acteur
- 2007 : Le bonheur en quelques clics de Josh Broecker[10]
- 2011 : Mon été orange de Marcus H. Rosenmüller : Prakasch[11]
- 2012 : Die Männer der Emden de Berengar Pfahl : Hafenkapitän van Ommen[12]

### Réalisateur
- 1977-1978 : Ieder zijn deel[13]
- 1994 : De Victorie[14]